# Лаури Кросинг (Тексас)
Лаури Кросинг (енгл. Lowry Crossing) град је у америчкој савезној држави Тексас. По попису становништва из 2010. у њему је живело 1.711 становника.

## Демографија
Према попису становништва из 2010. у граду је живело 1.711 становника, што је 482 (39,2%) становника више него 2000. године.
| Група             | 2000.         | 2010.         |
| Белци             | 1.120 (91,1%) | 1.396 (81,6%) |
| Афроамериканци    | 8 (0,7%)      | 12 (0,7%)     |
| Азијати           | 9 (0,7%)      | 25 (1,5%)     |
| Хиспаноамериканци | 79 (6,4%)     | 253 (14,8%)   |
| Укупно            | 1.229         | 1.711         |